# Deutsches Zentrum für Neurodegenerative Erkrankungen
Das Deutsche Zentrum für Neurodegenerative Erkrankungen e. V. (DZNE) ist eine außeruniversitäre Forschungseinrichtung für Neurodegenerative Erkrankungen. Es ist eines von acht Deutschen Zentren der Gesundheitsforschung, die vom Bundesministerium für Bildung und Forschung zur „Bekämpfung“ der wichtigsten Volkskrankheiten eingerichtet wurden. Es gehört zu den 18 Forschungseinrichtungen der Helmholtz-Gemeinschaft Deutscher Forschungszentren.

## Geschichte
2007 beschloss die Bundesregierung auf einer Klausurtagung die Errichtung des DZNE. 2017 wurde der Neubau auf dem Bonner Venusberg eröffnet. Hierfür trug das Land Nordrhein-Westfalen 77 % der Baukosten, die Bundesregierung die restlichen 23 %. Er ist zugleich Forschungsgebäude, Sitz der Verwaltung und des Vorstands. Gründungsdirektor ist Pierluigi Nicotera.

## Standorte
Es gibt zehn Standorte:

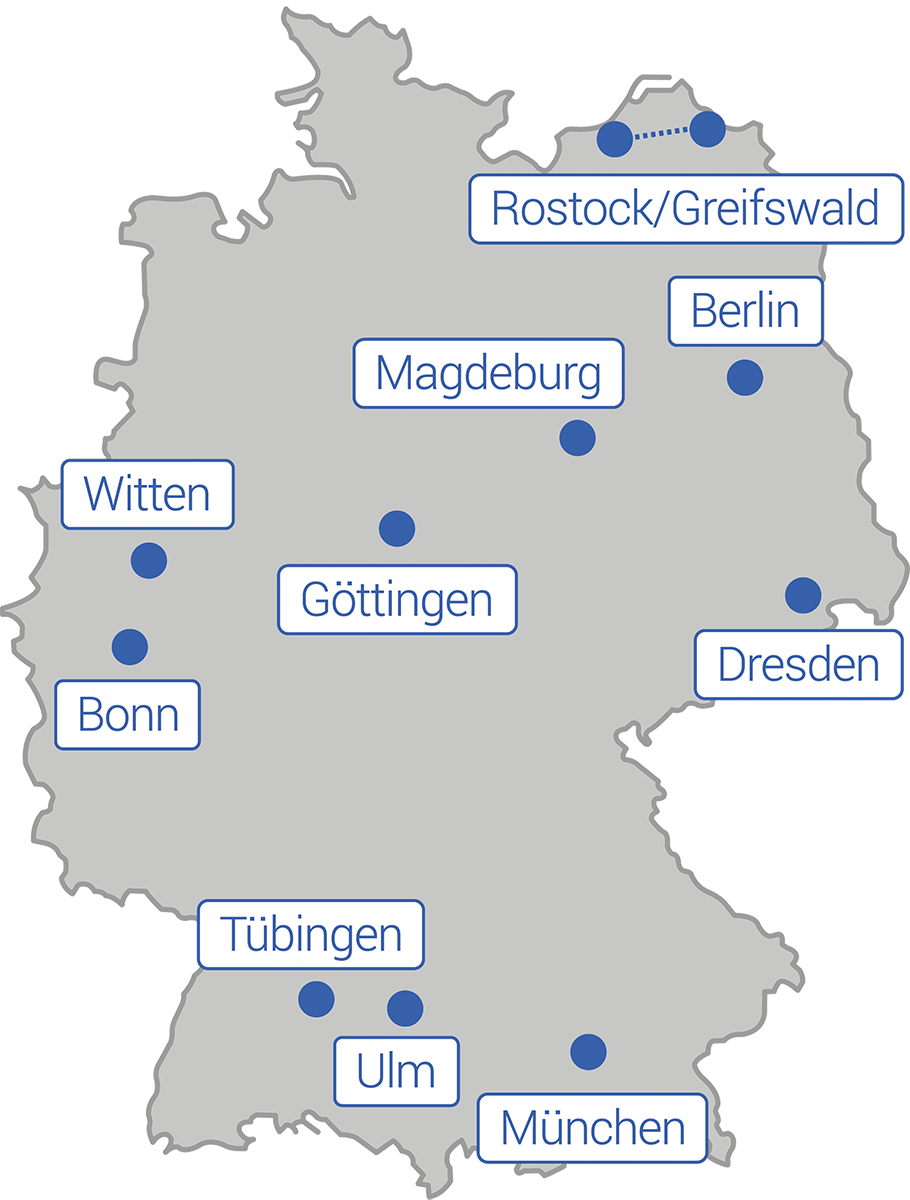
Übersichtskarte aller 10 DZNE-Standorte

- Berlin fokussiert seine Arbeit auf die Übertragungsmechanismen am Synaptischen Spalt und der Netzwerkaktivität
- Bonn ist Verwaltungssitz des DZNE und beschäftigt sich mit Grundlagenforschung, Klinischen Studien und Populationsstudien
- Dresden erforscht, wie sich Alterungsprozesse im Gehirn vermeiden lassen
- Göttingen analysiert, wie die Parkinsonsche Erkrankung entsteht
- Magdeburg untersucht Möglichkeiten, Lernen und Gedächtnis zu verbessern
- München, wo auch Alois Alzheimer seine Wissenschaft betrieb, erforscht die Risikofaktoren von Demenzerkrankungen
- Rostock/Greifswald untersucht die Folgen des demographischen Wandels
- Tübingen in der Neuro-Grundlagenforschung
- Ulm befasst sich mit den seltenen neurodegenerativen Erkrankungen, wie Amyotrophe Lateralsklerose
- Witten hat Versorgungskonzepte für Patienten zum Schwerpunkt

## Finanzierung
Das DZNE wird mit 90 % vom Bundesministerium für Bildung und Forschung und mit 10 % von den jeweiligen DZNE-Sitzländern gefördert. Die Grundfinanzierung beläuft sich auf 81 Millionen Euro pro Jahr.

## Preis
Seit 2011 verleiht der Verein mit der Kulturstiftung von Hartwig Piepenbrock alle zwei Jahre den Hartwig Piepenbrock-DZNE Preis für Forschungen auf dem Gebiet der neurodegenerativen Erkrankungen und des Alterns, der mit 60.000 € dotiert ist. Erster Preisträger war Konrad Beyreuther. Im Jahre 2013 wurde die Preissumme einmalig auf 100.000 € angehoben, den Preis teilten sich Adriano Aguzzi und Charles Weissmann für ihre Prionenforschung. 2015 wurde John Hardy für seine Arbeit zu Alzheimer ausgezeichnet. Heiko Braak wurde 2017 für seine grundlegende Forschung zu Parkinson und Alzheimer geehrt. Wegen seiner Arbeit zu den molekularen Mechanismen der Alzheimer-Krankheit erhielt 2019 Christian Haass den Preis. Preisträger 2021 war Michel Goedert für seine Arbeit über molekulare Mechanismen bei neurodegenerativen Erkrankungen. Alison Goate erhält 2023 den Preis für ihre Forschung zu Alzheimer und frontotemporaler Demenz (FTD).
2025 erhält Lars Lannfelt den Preis unter anderem für seine Beteiligung an der Entwicklung von Lecanemab.